# Claudio De Angelis
Claudio De Angelis (Asmara, 15 aprile 1945) è un doppiatore e direttore del doppiaggio italiano.

## Biografia
Nato in Eritrea, nel 1945 si trasferisce in Italia e a Roma finisce i suoi studi. Nel 1964 si iscrive alla Sapienza al corso di laurea in Giurisprudenza ma due anni dopo interrompe gli studi perché inizia a frequentare l'Accademia nazionale d'arte drammatica Silvio D'Amico. In seguito lavora in teatro con alcuni importanti registi, fra gli altri Andrea Camilleri, Antonio Calenda e Luca Ronconi.

Nel 1971 lavora con Bruno Cirino, Roberto Bisacco e Dacia Maraini nella cooperativa teatrale Teatroggi, che metterà in scena molti spettacoli di impegno sociale e civile. In quegli anni parteciperà ad alcuni programmi di Radio RAI e comincerà l'attività di doppiatore che poi diventerà la sua unica attività. Nel 1980 diventa socio della Società Attori Sincronizzatori e alcuni anni dopo ne diventa presidente. 
Nel 1989 fonda con alcuni amici LaBiBi.it e da allora diventerà il suo unico lavoro.

## Vita privata
È padre dell'attore e doppiatore Lorenzo De Angelis.

## Doppiaggio

### Film cinema
- Nicolas Cage in Cotton Club
- Dennis Dun in Grosso guaio a Chinatown
- Vincent Irizarry in Gunny
- Robert Carradine in I cavalieri dalle lunghe ombre
- Bruce Campbell in I due criminali più pazzi del mondo
- Anthony Barrile in Hamburger Hill: collina 937
- Kiefer Sutherland in Ragazzi perduti
- Tom Hulce in Animal House
- Steve Lawrence in Anime gemelle
- Nigel Havers in Momenti di gloria
- Michael Jenn in Another Country - La scelta
- Leif Garrett in I ragazzi della 56ª strada
- Wendell Wellman in Coraggio... fatti ammazzare
- Željko Ivanek in Scuola d'onore
- Martin Jay in La casa 3
- Rick Farnsworth in La casa 4
- Udo Kier in La terza generazione
- Alex Descass in Coffee and Cigarettes
- Jeff Daniels in Qualcosa di travolgente
- Massimo Ciavarro in Grandi magazzini

### Telefilm, soap opera e telenovelas
- Eddie Velez in A-Team
- Jeff Conaway in Storie di maghi e di guerrieri
- Woody Brown in Flamingo Road
- Jeff Rawle in Billy il bugiardo
- Fritz Schediwy in Berlin Alexanderplatz
- Christopher Marcantel, Linden Ashby, Burke Moses e Patrick Johnson in Quando si ama
- Christopher Rich in Destini
- Roberto Pirillo in La schiava Isaura

### Cartoni animati
- Scrappy Doo in Scooby e Scrappy-Doo, The All-New Scooby and Scrappy-Doo Show, I 13 fantasmi di Scooby-Doo, Scooby-Doo e i Boo Brothers, Scooby-Doo e la scuola del brivido e Scooby-Doo e il lupo mannaro
- Caius Pupus in Le dodici fatiche di Asterix
- Shadar in La spada di luce
- Tadashi Daiwa (2ª voce) in Capitan Harlock
- Arcibaldo il clown in We're Back! - Quattro dinosauri a New York